# Astragalus tatjanae
Astragalus tatjanae är en ärtväxtart som beskrevs av Igor Alexandrovich Linczevski. Astragalus tatjanae ingår i släktet vedlar, och familjen ärtväxter. Inga underarter finns listade i Catalogue of Life.